# U.C.C. 2016-2017
Questa voce raccoglie le informazioni riguardanti l'U.C.C., nella sua prima stagione con il nome di Assigeco Piacenza (dopo lo spostamento del campo di gioco al PalaBanca di Piacenza), nelle competizioni ufficiali della stagione 2016-2017.

## Stagione
La stagione 2016-2017 dell'U.C.C. sponsorizzata Assigeco, è la 5ª nella seconda serie italiana, la Serie A2.

## Organigramma societario
Aggiornato al 9 maggio 2017.
- Presidente: Franco Curioni
- Vice Presidente: Luigi Stecconi
- Direttore Sportivo: Dante Anconetani
- Team Manager: Sergio Codola
- Consiglieri: Enzo Zimbalatti, Stefano Curioni, Vittorio Boselli, Massimiliano Franzoni, Giuseppe Grechi
- Resp. Statistiche Lega: Cesare Callegari, Davide Dosio, Lorenzo Callegari, Eugenio Livraghi

- Allenatore: Marco Andreazza
- Assistenti: Cesare Riva, Alessandro Mambretti
- Preparatore Atletico: Andrea Annoni

## Roster
Aggiornato al 10 maggio 2017.
| Assigeco Piacenza 2016-17 | Assigeco Piacenza 2016-17 |
| Giocatori                 | Staff tecnico             |
| ------------------------- | ------------------------- |

| N. | Naz.                   | Ruolo | Nome                 | Anno | Alt.   | Peso   |  |
| -- | ---------------------- | ----- | -------------------- | ---- | ------ | ------ |  |
| 3  | Italia (bandiera)      | P     | Francesco De Nicolao | 1993 | 185 cm | 80 kg  |  |
| 4  | Italia (bandiera)      | P     | Valerio Costa        | 1997 | 180 cm | 78 kg  |  |
| 6  | Stati Uniti (bandiera) | AG    | Bobby Jones          | 1984 | 201 cm | 98 kg  |  |
| 8  | Italia (bandiera)      | A     | Tommaso Raspino      | 1989 | 197 cm | 90 kg  |  |
| 9  | Italia (bandiera)      | AP    | Matteo Formenti      | 1982 | 194 cm | 90 kg  |  |
| 10 | Italia (bandiera)      | C     | Luca Infante (C)     | 1982 | 206 cm | 110 kg |  |
| 11 | Italia (bandiera)      | C     | Edoardo Persico      | 1987 | 207 cm | 110 kg |  |
| 12 | Italia (bandiera)      | G     | Riccardo Rossato     | 1996 | 190 cm | 85 kg  |  |
| 14 | Serbia (bandiera)      | A     | Nemanja Dincic       | 1998 | 201 cm | 100 kg |  |
| 15 | Italia (bandiera)      | GA    | Kevin Brigato        | 1998 |        |        |  |
| 25 | Marocco (bandiera)     | AC    | Ali Gaadoudi         | 1998 |        |        |  |
| 33 | Italia (bandiera)      | G     | Davide Zucchi        | 1998 |        |        |  |
| 41 | Stati Uniti (bandiera) | G     | Kenny Hasbrouck      | 1986 | 191 cm | 86 kg  |  |
| 48 | Italia (bandiera)      | PG    | Stefano Borsato      | 1986 | 193 cm | 85 kg  |  |
| 49 | Lituania (bandiera)    | AG    | Gilvydas Biruta      | 1991 | 203 cm | 107 kg |  |

| Allenatore                                                                                       |
| - Marco Andreazza                                                                                |
| Assistente/i                                                                                     |
| - Cesare Riva - Alessandro Mambretti Legenda - (C) Capitano - (IN) Inattivo - Infortunato Roster |

## Mercato

### Sessione estiva
| Acquisti | Acquisti             | Acquisti          | Acquisti      | Acquisti |
| R.       | Nome                 | da                | Modalità      |          |
| -------- | -------------------- | ----------------- | ------------- | -------- |
| P        | Francesco De Nicolao | A. Costa Imola    | definitivo    |          |
| P        | Valerio Costa        | Viola R. Calabria | fine prestito |          |
| AG       | Bobby Jones          | Juvecaserta       | definitivo    |          |
| A        | Tommaso Raspino      | Pall. Biella      | prestito      |          |
| AP       | Matteo Formenti      | Dinamo Sassari    | definitivo    |          |
| C        | Luca Infante         | Pall. Biella      | definitivo    |          |
| C        | Edoardo Persico      | Golfo Piombino    | definitivo    |          |
| AC       | Ali Gaadoudi         | Alto Sebino       | definitivo    |          |
| G        | Davide Zucchi        | Pall. Reggiana    | fine prestito |          |
| G        | Kenny Hasbrouck      | Virtus Bologna    | definitivo    |          |
| PG       | Stefano Borsato      | Mens Sana Siena   | definitivo    |          |

| Cessioni | Cessioni          | Cessioni           | Cessioni       | Cessioni |
| R.       | Nome              | a                  | Modalità       |          |
| -------- | ----------------- | ------------------ | -------------- | -------- |
| G        | Joshua Greene     | Le Havre           | fine contratto |          |
| AG       | Alberto Chiumenti | Basket Ravenna     | fine contratto |          |
| C        | Mitchell Poletti  | Latina Basket      | fine contratto |          |
| P        | Robert Fultz      | Pall. Roseto       | fine contratto |          |
| P        | Luca Vencato      | Pall. Mantovana    | fine contratto |          |
| AP       | Daniele Sandri    | Virtus Roma        | fine contratto |          |
| G        | Luca Bordato      | Garcia Moreno 1947 | fine contratto |          |
| A        | Daniel Donzelli   | N.B. Brindisi      | fine contratto |          |
| AG       | Kyle Austin       | Rio Gallegos       | fine contratto |          |
| G        | Darryl Jackson    | Juvecaserta        | fine contratto |          |

### Dopo l'inizio della stagione
| Acquisti | Acquisti        | Acquisti      | Acquisti      | Acquisti   |
| R.       | Nome            | da            | Data          | Modalità   |
| -------- | --------------- | ------------- | ------------- | ---------- |
| AG       | Gilvydas Biruta | Aries Trikala | 22 marzo 2017 | definitivo |

| Cessioni | Cessioni         | Cessioni          | Cessioni         | Cessioni   |
| R.       | Nome             | a                 | Data             | Modalità   |
| -------- | ---------------- | ----------------- | ---------------- | ---------- |
| G        | Riccardo Rossato | Viola R. Calabria | 23 febbraio 2017 | prestito   |
| AG       | Bobby Jones      | Free agent        | 16 marzo 2017    | definitivo |

## Risultati

### Serie A2

#### Regular season

##### Girone di andata
| Arbitri: | Moretti (Marsciano) Caforio (Brindisi) Nuara (Selvazzano Dentro) |

|                            |            |                                  |
| Lawson 26 Umeh 14 Penna 10 | Punti      | 22 Hasbrouck 11 Jones 10 Infante |
| Spizzichini 9              | Assist     | 4 Infante, Raspino               |
| Lawson 11                  | Rimbalzi   | 10 Jones                         |
| Alessandro Ramagli         | Allenatori | Marco Andreazza                  |

| Arbitri: | Noce (Latina) Gagno (Spresiano) Furlan (Abano Terme) |

|                                    |            |                               |
| Infante 15 Hasbrouck 11 Raspino 10 | Punti      | 25 Okoye 11 Traini 9 Castelli |
| Raspino, De Nicolao 6              | Assist     | 5 Traini                      |
| Infante 10                         | Rimbalzi   | 9 Okoye                       |
| Marco Andreazza                    | Allenatori | Lino Lardo                    |

| Arbitri: | Tirozzi (Bologna) Pazzaglia (Pesaro) Capotorto (Palestrina) |

|                                     |            |                                            |
| Frazier 28 Portannese 15 Diliegro 7 | Punti      | 17 Jones 14 Infante 13 De Nicolao, Borsato |
| Frazier 4                           | Assist     | 4 Jones                                    |
| Portannese 7                        | Rimbalzi   | 12 Jones                                   |
| Fabrizio Frates                     | Allenatori | Marco Andreazza                            |

| Arbitri: | Giovannetti (Terni) D'Amato (Roma) Salustri (Roma) |

|                                |            |                                  |
| Bader 20 Loschi 19 Reynolds 14 | Punti      | 28 Jones 19 Hasbrouck 17 Borsato |
| Sorrentino 4                   | Assist     | 4 Hasbrouck                      |
| Reynolds 7                     | Rimbalzi   | 7 Jones                          |
| Marco Calvani                  | Allenatori | Marco Andreazza                  |

| Arbitri: | Gagliardi (Anagni) Longobucco (Ciampino) Ferretti (Nereto) |

|                                |            |                                   |
| Borsato 22 Jones 12 Infante 11 | Punti      | 14 Blackshear 13 Rotondo 9 Paolin |
| Infante 4                      | Assist     | 5 Blackshear                      |
| Raspino, Jones 8               | Rimbalzi   | 10 Rotondo                        |
| Marco Andreazza                | Allenatori | Giorgio Valli                     |

| Arbitri: | Scrima (Catanzaro) Wassermann (Trieste) Dori (Mirano) |

|                                           |            |                                       |
| Hasbrouck 25 Raspino 16 Jones, Borsato 13 | Punti      | 29 Benevelli 22 Timmy Bowers 20 Davis |
| Hasbrouck 7                               | Assist     | 9 Bowers                              |
| Jones 7                                   | Rimbalzi   | 7 Davis, Maganza                      |
| Marco Andreazza                           | Allenatori | Damiano Cagnazzo                      |

| Arbitri: | Cappello (Porto Empedocle) Yang Yao (Vigasio) Marota (San Benedetto del Tronto) |

|                                           |            |                                   |
| Tambone 16 Masciadri, Chiumenti 8 Marks 7 | Punti      | 17 Jones 12 Formenti 10 Hasbrouck |
| Tambone, Raschi, Sabatini 2               | Assist     | 2 Hasbrouck, Borsato, Formenti    |
| Masciadri 11                              | Rimbalzi   | 15 Jones                          |
| Antimo Martino                            | Allenatori | Marco Andreazza                   |

| Arbitri: | Brindisi (Torino) Bramante (San Martino Buon Albergo) Centonza (Grottammare) |

|                                             |            |                                      |
| Formenti 17 Hasbrouck 12 Infante, Borsato 8 | Punti      | 21 Golden 12 Mortellaro 9 Allegretti |
| Raspino, Borsato 4                          | Assist     | 6 Golden                             |
| Infante 10                                  | Rimbalzi   | 7 Piazza                             |
| Marco Andreazza                             | Allenatori | Massimo Galli                        |

| Arbitri: | Foti (Vittuone) Vita (Ancona) Pecorella (Trani) |

|                            |            |                                   |
| Parks 20 Green 14 Bossi 10 | Punti      | 15 Hasbrouck 13 Jones 11 Formenti |
| Bossi 7                    | Assist     | 2 Hasbrouck, Formenti             |
| Parks 9                    | Rimbalzi   | 11 Jones                          |
| Eugenio Dalmasson          | Allenatori | Marco Andreazza                   |

| Arbitri: | Beneduce (Caserta) Tallon (Bologna) Catani (Pescara) |

|                                                  |            |                                |
| Hasbrouck 25 Raspino, Jones, Infante 9 Borsato 8 | Punti      | 23 Daniels 19 Corbett 10 Amici |
| De Nicolao 3                                     | Assist     | 4 Giachetti                    |
| Jones 13                                         | Rimbalzi   | 11 Amici                       |
| Marco Andreazza                                  | Allenatori | Alberto Martelossi             |

| Arbitri: | Ciaglia (Caserta) Marton (Conegliano) Del Greco (Verona) |

|                                             |            |                                  |
| Bowers 21 Roderick 19 Mastellari, Ibarra 10 | Punti      | 23 Hasbrouck 14 Jones 13 Raspino |
| Roderick 6                                  | Assist     | 5 Infante                        |
| Bowers 12                                   | Rimbalzi   | 9 Infante                        |
| Tony Trullo                                 | Allenatori | Marco Andreazza                  |

| Arbitri: | Perciavalle (Torino) Pepponi (Spello) Radaelli (Rho) |

|                                          |            |                                                  |
| Hasbrouck 22 Jones, Rossato 16 Infante 5 | Punti      | 11 Nikolić, Italiano 10 Ruzzier 8 Candi, Gandini |
| De Nicolao, Borsato 4                    | Assist     | 3 Candi, Ruzzier                                 |
| Jones 14                                 | Rimbalzi   | 8 Nikolić                                        |
| Marco Andreazza                          | Allenatori | Matteo Boniciolli                                |

| Arbitri: | Belfiore (Napoli) Fabiani (Altopascio) Centonza (Grottammare) |

|                                              |            |                                  |
| Cohn 25 Prato 14 Ranuzzi, Hassan, Hubálek 11 | Punti      | 29 Jones 20 Hasbrouck 14 Raspino |
| Ranuzzi 4                                    | Assist     | 5 Raspino                        |
| Ranuzzi 8                                    | Rimbalzi   | 9 Jones                          |
| Giampiero Ticchi                             | Allenatori | Marco Andreazza                  |

| Arbitri: | Tirozzi (Bologna) Bramante (San Martino Buon Albergo) Nuara (Selvazzano Dentro) |

|                                  |            |                                  |
| Jones 27 Raspino 17 Hasbrouck 16 | Punti      | 18 Smith 17 Amoroso 8 Casagrande |
| Hasbrouck 8                      | Assist     | 4 Smith                          |
| Infante, Raspino 11              | Rimbalzi   | 7 Amoroso                        |
| Marco Andreazza                  | Allenatori | Emanuele Di Paolantonio          |

| Arbitri: | Borgo (Dueville) Pierantozzi (Ascoli Piceno) Azami (Bologna) |

|                                            |            |                                    |
| Perry 15 Moretti 13 DeCosey 12             | Punti      | 18 Infante 16 Raspino 13 Hasbrouck |
| Ancellotti, DeCosey, Fantinelli, Rinaldi 3 | Assist     | 4 De Nicolao                       |
| Ancellotti 14                              | Rimbalzi   | 10 Jones                           |
| Stefano Pillastrini                        | Allenatori | Marco Andreazza                    |

##### Girone di ritorno
| Arbitri: | Di Toro (Perugia) Foti (Vittuone) Triffiletti (Messina) |

|                                           |            |                                    |
| Infante 24 Raspino, Hasbrouck 21 Dincic 9 | Punti      | 31 Lawson 22 Spissu 18 Spizzichini |
| Hasbrouck 11                              | Assist     | 6 Rosselli                         |
| Hasbrouck 7                               | Rimbalzi   | 8 Lawson                           |
| Marco Andreazza                           | Allenatori | Alessandro Ramagli                 |

| Arbitri: | Cappello (Porto Empedocle) Saraceni (Zola Predosa) Callea (Porto Torres) |

|                               |            |                                    |
| Okoye 20 Ray 12 Pinton 9      | Punti      | 23 Hasbrouck 14 Raspino 13 Borsato |
| Okoye, Ferrari, Ray, Traini 2 | Assist     | 4 Hasbrouck, Infante               |
| Okoye 11                      | Rimbalzi   | 11 Infante                         |
| Lino Lardo                    | Allenatori | Marco Andreazza                    |

| Arbitri: | D'Amato (Roma) Salustri (Roma) Cheriscla (Oggiono) |

|                                           |            |                                      |
| Hasbrouck 20 Rossato, Borsato 13 Dincic 9 | Punti      | 16 Frazier 15 Robinson 13 Portannese |
| Rossato 5                                 | Assist     | 6 Robinson                           |
| Infante, Dincic 6                         | Rimbalzi   | 11 Robinson                          |
| Marco Andreazza                           | Allenatori | Luca Dalmonte                        |

| Arbitri: | Bongiorni (Pisa) Maffei (Preganziol) Marota (San Benedetto del Tronto) |

|                                    |            |                            |
| Hasbrouck 20 Rossato 17 Raspino 15 | Punti      | 21 Bader 18 Rush 12 Loschi |
| Raspino 5                          | Assist     | 8 Rush                     |
| De NIcolao 9                       | Rimbalzi   | 11 Rush                    |
| Marco Andreazza                    | Allenatori | Giancarlo Sacco            |

| Arbitri: | Masi (Firenze) Costa (Livorno) Fabiani (Altopascio) |

|                                   |            |                                  |
| Johnson 24 Adegboye 15 Amoroso 14 | Punti      | 19 Jones 15 Hasbrouck 14 Borsato |
| Adegboye 6                        | Assist     | 4 Hasbrouck                      |
| Amoroso 5                         | Rimbalzi   | 13 Jones                         |
| Giorgio Valli                     | Allenatori | Marco Andreazza                  |

| Arbitri: | Caforio (Brindisi) Pierantozzi (Ascoli Piceno) Mottola (Taranto) |

|                                 |            |                                 |
| Davis 27 Bowers 15 Benevelli 12 | Punti      | 15 Dincic 13 Raspino 12 Infante |
| Bowers 9                        | Assist     | 4 Hasbrouck                     |
| Bowers 15                       | Rimbalzi   | 5 Infante, De Nicolao           |
| Damiano Cagnazzo                | Allenatori | Marco Andreazza                 |

| Arbitri: | Ursi (Livorno) Saraceni (Zola Predosa) Longobucco (Ciampino) |

|                                 |            |                                            |
| Borsato 17 Raspino 12 Infante 9 | Punti      | 18 Smith 14 Chiumenti 12 Tambone, Sabatini |
| Borsato, Raspino 3              | Assist     | 5 Tambone                                  |
| Raspino 8                       | Rimbalzi   | 9 Smith                                    |
| Marco Andreazza                 | Allenatori | Antimo Martino                             |

| Arbitri: | Capotorto (Palestrina) Salustri (Roma) Capozziello (Brindisi) |

|                                              |            |                                   |
| Golden 34 Mortellaro 13 Allegretti, Zucca 10 | Punti      | 25 Hasbrouck 20 Raspino 9 Infante |
| Venucci 9                                    | Assist     | 4 De Nicolao                      |
| Mortellaro 13                                | Rimbalzi   | 5 Infante                         |
| Maurizio Bartocci                            | Allenatori | Marco Andreazza                   |

| Arbitri: | Terranova (Ferrara) Radaelli (Rho) Martellosio (Buccinasco) |

|                                  |            |                                |
| Hasbrouck 30 Raspino 18 Jones 15 | Punti      | 18 Da Ros 16 Green 8 Cittadini |
| Hasbrouck, Raspino, De Nicolao 3 | Assist     | 4 Da Ros                       |
| Jones 10                         | Rimbalzi   | 9 Green                        |
| Marco Andreazza                  | Allenatori | Eugenio Dalmasson              |

| Arbitri: | Brindisi (Torino) Di Toro (Perugia) Ascione (Caserta) |

|                                    |            |                                                         |
| Giachetti 21 Casella 18 Corbett 17 | Punti      | 30 Formenti 23 Raspino 8 Infante, Hasbrouck, De Nicolao |
| Giachetti 6                        | Assist     | 4 Hasbrouck                                             |
| Candussi 11                        | Rimbalzi   | 7 Raspino                                               |
| Alberto Martelossi                 | Allenatori | Marco Andreazza                                         |

| Arbitri: | Tirozzi (Bologna) Rudellat (Nuoro) Azami (Bologna) |

|                                     |            |                                              |
| Formenti 24 Hasbrouck 17 Raspino 15 | Punti      | 18 Bowers, Pellegrino 13 Roderick 11 Cortese |
| Raspino, Formenti 4                 | Assist     | 11 Moreno                                    |
| Biruta 13                           | Rimbalzi   | 13 Bowers                                    |
| Marco Andreazza                     | Allenatori | Adriano Furlani                              |

| Arbitri: | Ciaglia (Caserta) Raimondo (Roma) Capurro (Reggio Calabria) |

|                                        |            |                                             |
| Legion 14 Italiano 13 Knox, Gandini 11 | Punti      | 21 Hasbrouck 13 Raspino 9 Infante, Formenti |
| Raucci 4                               | Assist     | 5 Raspino                                   |
| Knox, Italiano, Mancinelli 6           | Rimbalzi   | 6 Raspino, Biruta                           |
| Matteo Boniciolli                      | Allenatori | Marco Andreazza                             |

| Arbitri: | Bartoli (Trieste) Yang Yao (Vigasio) Nuara (Selvazzano Dentro) |

|                                                     |            |                              |
| Hasbrouck 21 Formenti 15 Raspino, Borsato, Biruta 6 | Punti      | 19 Cohn 17 Rogić 14 Maggioli |
| Infante, De Nicolao, Borsato 3                      | Assist     | 5 Rogić, Maggioli            |
| Infante, Dincic 8                                   | Rimbalzi   | 9 Rogić, Cohn                |
| Marco Andreazza                                     | Allenatori | Giampiero Ticchi             |

| Arbitri: | Pepponi (Spello) Triffiletti (Messina) Bonfante (Lonigo) |

|                              |            |                                              |
| Smith 25 Sherrod 19 Fultz 13 | Punti      | 23 Hasbrouck 14 Infante 10 Raspino, Formenti |
| Fultz 7                      | Assist     | 7 Formenti                                   |
| Sherrod 9                    | Rimbalzi   | 9 Infante                                    |
| Emanuele Di Paolantonio      | Allenatori | Marco Andreazza                              |

| Arbitri: | Ursi (Livorno) Marota (San Benedetto del Tronto) Fabiani (Altopascio) |

|                                     |            |                                |
| Formenti 20 Hasbrouck 14 Infante 13 | Punti      | 25 Perl 15 Perry 14 Ancellotti |
| De Nicolao 6                        | Assist     | 8 Fantinelli                   |
| Infante 6                           | Rimbalzi   | 13 Ancellotti                  |
| Marco Andreazza                     | Allenatori | Stefano Pillastrini            |